# Can Revella (Sant Cugat del Vallès)
Can Revella (també conegut com Can Rabella) és una masia ubicada al parc del Turó de Can Mates de Sant Cugat del Vallès (Vallès Occidental).
La Masia de Can Revella és esmentada per primer cop l'any 1392, aleshores coneguda com Mas Turmo, i més tard, com Mas Rubió. Al fogatge de 1553 (antic cens municipal per la recaptació elaborat a partir de les llars de foc existents) ja apareix la família Rabella relacionada, possiblement, amb aquest mas. Al segle xix les seves propietats es van parcel·lar i es van vendre a pagesos de Sant Cugat. La construcció ha estat molt refeta des del segle xix. Està inclosa a la Carta Arqueològica de Sant Cugat com a jaciment d'època medieval.
Des del Maig de 2017, als terrenys adjacents a la Masia de Can Revella s'hi troba un hort urbà comunitari portat per l'ajuntament dins del programa Cultiva't. L'any 2019 s'iniciaren les obres de rehabilitació de la Masia de Can Revella. Els primers treballs consistiren en l'enderroc de les estructures en més mal estat o que s'han anat afegint amb els anys, com l'antic estable de la planta baixa o els coberts del pati de davant, i consolidació de les parts més deteriorades de la masia, com el sostre de bigues de fusta i la taulada per a garantir-ne la conservació per una futura rehabilitació, amb la voluntat que la masia de Can Revella acabi sent un centre cívic o social de Sant Cugat. L'any 2020 s'anuncià que a la Masia de Can Revella es convertiria en nou centre públic d'emprenedoria i atenció a l'empresa un cop finalitzessin les tasques de rehabilitació.